# Heinkel HD 36
Heinkel HD 36 là một loại máy bay huấn luyện phát triển ở Đức trong thập niên 1920 theo yêu cầu của Không quân Thụy Điển.

## Quốc gia sử dụng
Thụy Điển
- Không quân Thụy Điển

## Tính năng kỹ chiến thuật
Đặc điểm tổng quát
- Kíp lái: 2
- Chiều dài: 7,50 m (24 ft 7 in)
- Sải cánh: 11.00 m (36 ft 1 in)
- Diện tích cánh: 30.8 m2 (332 ft2)
- Trọng lượng rỗng: 940 kg (2.070 lb)
- Trọng lượng có tải: 1.250 kg (2.760 lb)
- Powerplant: 1 × Mercedes D.III, 120 kW (160 hp)

Hiệu suất bay
- Vận tốc cực đại: 130 km/h (80 mph)
- Tầm bay: 250 km (160 dặm)
- Trần bay: 5.000 m (16.400 ft)
- Vận tốc lên cao: 4,5 m/s (890 ft/phút)